# Jean della Rovere
Pour les autres membres de la famille, voir Famille Della Rovere.
Jean (Giovanni) della Rovere (né à Savone en 1457 – mort à Rome en novembre 1501) est un condottiere italien de la Renaissance qui, contre la maison d'Aragon, s'efforça de rétablir l'autorité du roi de France sur le royaume de Naples.

## Biographie

### Seigneur deSenigallia

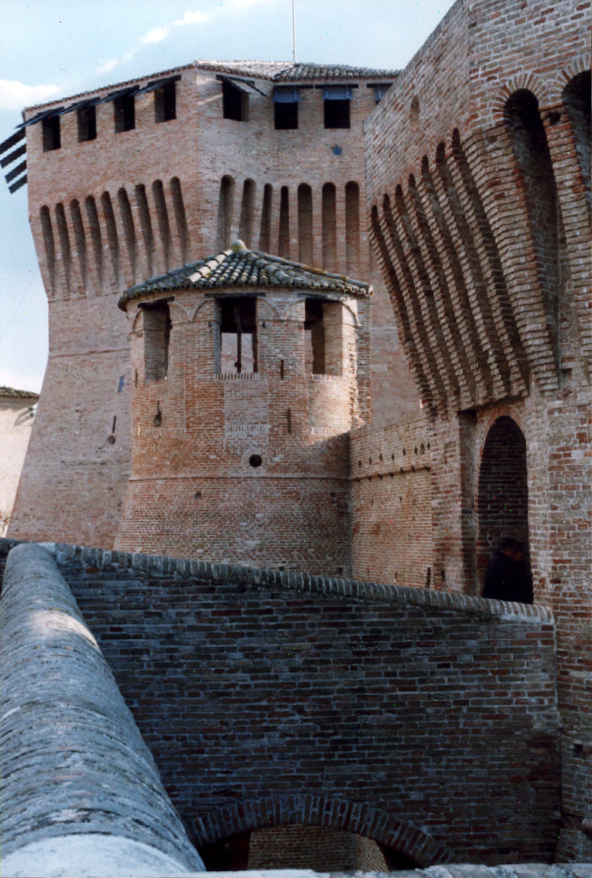
Les fortifications de Mondavio, édifiées par Francesco di Giorgio Martini pour le compte de Jean della Rovere.

Giovanni Della Rovere, neveu du pape Sixte IV (François della Rovere), appartient à la célèbre famille Della Rovere. Il devient, grâce à son oncle, seigneur de Senigallia et de la paroisse de Mondavio en 1474. Il devint par la suite préfet de Rome, duc de Sora et d’Arce. Il était aussi le frère du cardinal Julien della Rovere, le futur pape Jules II. Par mariage avec Jeanne de Montefeltro, il devint gendre de Frédéric de Montefeltro et beau-frère de Guidobaldo. Giovanni della Rovere fut enfin capitaine général de l’Église ; il a laissé son nom aux forteresses de Senigallia et de Mondavio.

### Duc de Sora
C’est avec Giovanni della Rovere que le duché de Sora prit de l'importance politique, lorsqu’à la suite de la bataille de Fornoue, Charles VIII de France, couronné roi de Naples, fut défait par le parti aragonais. En réaction, une faction de la noblesse des Abruzzes et du Latium se constitua à Isola di Sora en une ligue contre la puissance rétablie de la maison d'Aragon, afin de restaurer l'autorité des Français sur le royaume de Naples et, à plus long terme, pour isoler les féodaux du val du Liri. Les protagonistes de cette entrevue étaient Gratien de Guerres, capitaine de Charles VIII pour les Abruzzes, Giovanni Paolo Cantelmi, Giovanni della Rovere, Frédéric de Monfort et Giovanbattista Caracciolo. La montée en puissance de Charles Quint en Europe précipita la chute de cette ligue, qui témoigne d’une résistance politique à la domination espagnole et qui renforça l'alliance de Sora avec la politique italienne du pape.
La ville fut même la base arrière des expéditions militaires destinées à réaffirmer les droits des Français sur la Campanie et les Abruzzes, que Giovanni della Rovere monta de  1494  à  1501  (année de sa mort). Duc de Sora et d'Arce, seigneur de Senigallia, il leva avec Giovanni Paolo Cantelmi une armée de fantassins et de cavaliers pour attaquer les troupes aragonaises stationnées à Aquilée des Abruzzes ; il s'empara de cette place après avoir défait la garnison pro-aragonaise de Bartolomeo d'Alviano, stationnée elle à Tagliacozzo pour défendre le Nord des Marches.
En 1495 il fit tomber Ceprano, s’empara de l’abbaye du Mont-Cassin et de Terra di San Benedetto (devenue la commanderie de Jean de Médicis) ; le territoire ducal connut alors son extension maximale. En 1496 il défendit le val du Liri contre les assauts de Prospero Colonna et de Frédéric d'Aragon, mais dut céder les fiefs d’Esperia et de Monte San Giovanni Campano, puis même peu après la ville d'Arce, avant qu'Alexandre VI ne lui retire ses titres de préfet de Rome et de duc de Sora.

## Descendance
De Jeanne de Montefeltro il eut pour enfants :
- Maria Giovanna (Senigallia, 1486 - Bologne, 1538), qui épousa d'abord Venance de Varano, seigneur de Camerino, puis Galeazzo Riario della Rovere-Sforza, sénateur de Bologne ;
- Jérôme (Senigallia, 1487 - Senigallia, 1492) ;
- Béatrice (Senigallia, 1488 - Rome, 1505), clarisse à Rome ;
- François Marie (Senigallia, 22 mars 1490 - Pesaro, 20 octobre 1538), qui épousa Eleonora Gonzaga ;
- Frédéric (Urbino, 1491 - Senigallia, 1494);
- Constance (Senigallia, 1492 - Rome, 1507), religieuse à Rome.

Comme son beau-frère Guidobaldo Ier de Montefeltro n’eut aucun enfant, le duché d'Urbino passa à son fils aîné François Marie.

## Voir également